# Čabdin
Čabdin je naseljeno mjesto u Republici Hrvatskoj u Zagrebačkoj županiji. Administrativno je u sastavu Jastrebarskog. Naselje se proteže na površini od 18,47 km².

## Povijest
Naselje se prvi put spominje kao poljoprivredno gospodarstvo 1249. godine kao "tera Chebden". 1783. pojavio se na karti prvog vojnog istraživanja kao "Dorf Cserdin".[nedostaje izvor] Pripada župi sv. Nikole u Jaškoj. Selo je imalo 127 stanovnika 1857. i 194 1910. godine. Prije Trianona pripadao je kvartu Jaskai u Zagrebačkoj županiji. 2001. godine imao je 172 stanovnika.[nedostaje izvor]

## Stanovništvo
Prema popisu stanovništva iz 2001. godine Čabdin ima 170 stanovnika koji žive u 45 kućanstva. Gustoća naseljenosti iznosi 9,20 st./km².
| broj stanovnika | 127   | 143   | 153   | 185   | 159   | 194   | 201   | 199   | 175   | 165   | 167   | 145   | 164   | 173   | 170   | 139   | 112   |
|                 | 1857. | 1869. | 1880. | 1890. | 1900. | 1910. | 1921. | 1931. | 1948. | 1953. | 1961. | 1971. | 1981. | 1991. | 2001. | 2011. | 2021. |